# 洛布尼亞
洛布尼亞（Ло́бня）是俄羅斯莫斯科州的一個城市，位於莫斯科以北27公里。2002年人口61,567人。
洛布尼亞於1902年開埠，1961年正式設市。